# Робонавт
Робона́вт (на английски: Robonaut) – (от робот и астронавт) е човекоподобен робот, разработен от НАСА и General Motors за целите на космонавтиката.
Специални хуманоидни роботи се разработват за изследване на космоса. НАСА разработва съвместно с други организации роботи, които трябва да се използват в условията на космически полет, както и за изследване на други планети.
През февруари 2011 Робонавт-2 е изпратен на МКС. Със своите дълги човекоподобни ръце, той трябва да използва същите инструменти като хората от станцията. Робонавт 2 е изработен на модулен принцип, така че могат да се сменят ръце, „глава“ или торс. Той е изпратен без крака, но по-късно те ще могат да се добавят и да се използва като се придвижва в станцията. По-късно трябва стъпка по стъпка да бъде променен за работа извън станцията. Робонавт 2 има четири видеокамери, както и инфрачервена камера, общо 350 датчика, всяка ръка има 7 степени на свобода, шията – 3 степени, а китката 12 степени на свобода. В корема му са разположени 38 процесора PowerPC и с програмно обезпечение за обработка на визуалната информация, за да може той да се ориентира самостоятелно в околната среда, както и да предава информация.
Целта на този експеримент е да се провери възможността робот да се използва в условията на безтегловността и вредните космически лъчения, да се работи съвместно с космонавтите и да се проверят възможностите за използване на роботи при продължителни и далечни космически полети.